# The Final Countdown (álbum)
The Final Countdown es el nombre del tercer álbum de estudio de la banda sueca de hard rock Europe.
Fue lanzado al mercado el 26 de mayo de 1986 por Epic Records, fue el mayor éxito comercial de la agrupación, vendiendo más de 3 millones de unidades sólo en Estados Unidos y más de 15 millones alrededor del mundo.
El álbum fue grabado en cuatro estudios diferentes en Europa y los Estados Unidos, lo que supuso una gran complejidad para la producción y la mezcla. Se realizó en los estudios Powerplay en Zúrich, los Soundtrade en Estocolmo, los Mastersound en Atlanta y los Fantasy en San Francisco. 
Contiene sencillos como el que le da título al álbum, el cual alcanzó un notable 8.º puesto en la lista de Billboard, la segunda versión de «Rock the Night» (N.º 30), «Carrie» el N.º 3 (su mayor logro comercial en Estados Unidos) y «Cherokee», tema con el que la banda pretendió conquistar al público estadounidense (N.º 72). Las cuatro canciones se lanzaron con sus respectivos vídeos musicales y tuvieron una gran difusión en MTV. 
Un quinto sencillo fue la balada «Love Chaser», publicada sólo en Japón y totalmente intrascendente en listas. Esta pieza fue luego incluida como lado B de «Carrie» en 1987.
Cinco de los diez temas del álbum aparecieron en la película estadounidense de comedia "Hot Rod", de 2007.

## Grabación y producción
La grabación del álbum comenzó en septiembre de 1985 en los estudios Powerplay en Zürich, Suiza. A sugerencia de su compañía discográfica, Epic Records, la banda decidió trabajar con el productor estadounidense Kevin Elson, quien había trabajado con bandas como Journey y Lynyrd Skynyrd. Originalmente la banda se había acercado a Dieter Dierks, el productor de Scorpions y al productor de Bon Jovi, Bruce Fairbairn para producir el álbum, pero al final decidieron ir con Elson.
Durante las sesiones de grabación, el vocalista Joey Tempest tuvo un resfriado, lo que retrasó la grabación por un tiempo. Las voces de la canción «The Final Countdown» fueron grabadas en los Estudios Soundtrade, en Estocolmo, Suecia, mientras que el resto de las voces fueron grabadas en los estudios Mastersound, en Atlanta y en los estudios Fantasy, en Berkeley.
El álbum fue mezclado en marzo de 1986 en los estudios Fantasy, en Berkeley. El guitarrista John Norum no estaba contento con el resultado, alegando que los teclados habían "enterrado" las guitarras rítmicas en la mezcla final.

## Recepción y lanzamientos
The Final Countdown fue el álbum cumbre en la popularidad de Europe. Tras su lanzamiento en mayo de 1986, el disco alcanzó el puesto #8 en la lista de álbumes Billboard 200. El álbum logró el reconocimiento internacional alcanzando el estatus de triple platino en los Estados Unidos, quintuple platino en España y Alemania, el doble platino en Canadá, y disco de oro en los Países Bajos y el Reino Unido. Por ese motivo, es considerado uno de los más representativos e influyentes en el género glam metal de la segunda mitad de los 80's.
Las canciones «Rock the Night» y «Ninja» fueron las primeras canciones en ser escritas para el álbum, y fueron interpretadas para el tour de Wings of Tomorrow de 1984. «Rock the Night» fue publicada como un sencillo en Suecia en 1985, alcanzando el n.º 4 en listas, y también fue presentado como parte del EP soundtrack de la película sueca “On the Loose” del mismo año, junto con la canción que da título y «Broken Dreams», «Rock the Night» y «On the Loose» serían regrabadas para su inclusión en The Final Countdown. Junto con «Ninja», todos ellas se editaron con letras ligeramente diferentes.
Debido al éxito a nivel nacional de «On the Loose» y «Rock the Night», Europe organizó una gira por su país en 1985, con las nuevas canciones «Danger on the Track», «Love Chaser» y la power ballad «Carrie», todas incluidas en el repertorio del disco que vería la luz al año siguiente. La exitosa balada fue coescrita por Joey Tempest y el tecladista Mic Michaeli durante una jam session, siendo la única canción en todo el disco en no ser acreditada únicamente a Tempest. La canción originalmente se compuso únicamente con teclados y vocales (de esa forma se interpretó en la gira de 1985), a la que luego se le agregó el resto de la banda para la versión del disco.
La canción «The Final Countdown» fue basada en un anterior riff de teclados que Tempest había compuesto entre 1981-82, en un sintetizador Korg Polysix que había tomado prestado de Michaeli. En 1985, el bajista John Levén (con mucha visión sobre el potencial del tema) le sugirió que podía escribir una canción basada en ese riff.
Las letras fueron inspiradas en la canción de David Bowie «Space Ordity». El sonido del teclado que se escucha en el disco fue logrado con una unidad de teclados Yamaha TX-816 rack y un sintetizador Roland JX-8P. 
«Cherokee» fue la última canción compuesta para el álbum, siendo escrita sólo una semana antes de que la banda fuera a Suiza para comenzar con su grabación. Al respecto Tempest dijo que se inspiró en la historia de los pueblos nativos de los Estados Unidos para escribirla. A pesar de su clara intención de hacerla un suceso en ese país, el tema no pasó de ser un éxito menor.
Luego de una cierta deliberación sobre cuál sería el primer sencillo del disco (incluso considerando primero a «Rock the Night»), la disquera Epic Records les sugirió con buen tino que debía ser «The Final Countdown», canción que originalmente no se publicaría como un sencillo y se utilizaba sólo para abrir conciertos.
Esta canción fue (con mucho) el tema más reconocido e importante de Europe, alcanzando el n.º 1 en 25 países, incluyendo el Reino Unido, Francia, Alemania Occidental, España e Italia. En Estados Unidos, logró el n.º 8 en la Billboard 100 y el n.º 18 en el listado Mainstream Rock Tracks. La canción es casi infaltable en todos los conciertos de Europe desde su estreno en el The Final Countdown Tour en abril de 1986 en Gävle, Suecia. Una de las más memorables interpretaciones de la canción[cita requerida] tuvo lugar en Estocolmo, Suecia el 31 de diciembre de 1999 como parte de las celebraciones del cambio de milenio. Este evento contó por primera y única vez a John Norum y Kee Marcello juntos con Europe.
«Love Chaser» fue lanzada como un segundo sencillo sólo en Japón, y fue parte del soundtrack de la película Pride One. «Rock the Night» fue el segundo sencillo a nivel mundial, siendo un Top 10 en Francia, Irlanda, Italia y Suiza, el n.º 30 en Billboard y el n.º 12 en el Reino Unido. El tercer sencillo «Carrie», fue n.º 3 en Billboard y «Cherokee» (el último sencillo en ser extraído), un discreto n.º 72 en ese listado.

## The Final Countdown Tour

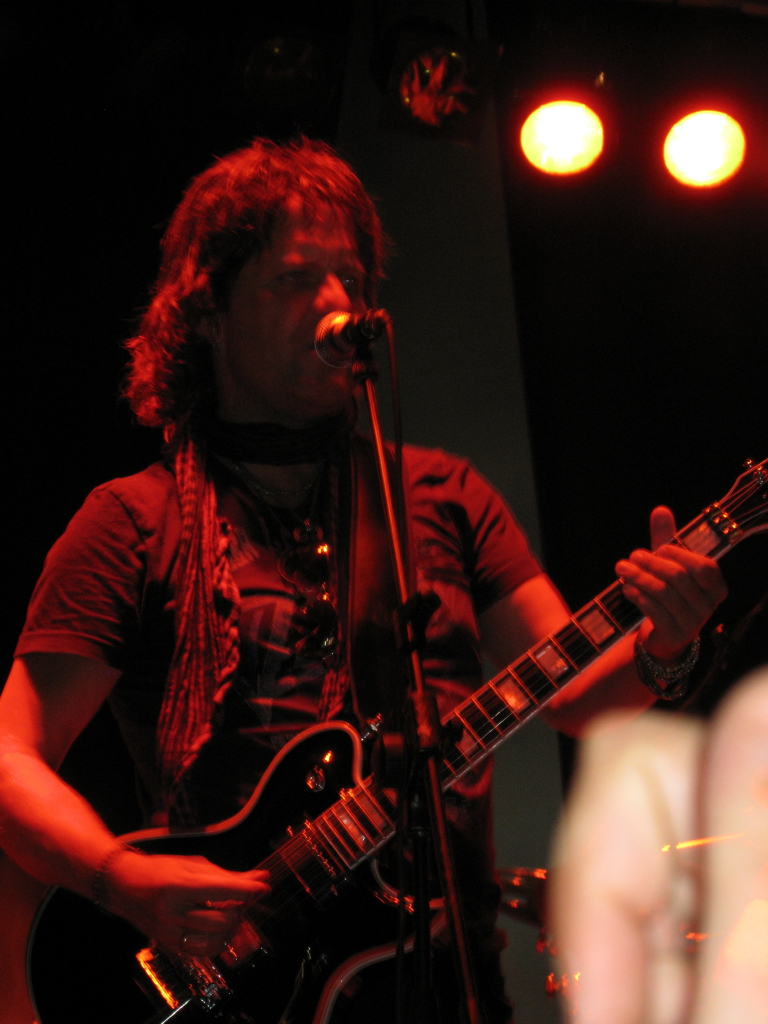
Kee Marcello fue quien reemplazó a John Norum durante la gira de The Final Countdown.

La primera etapa de la gira Sueca comenzó en Gävle el 29 de abril de 1986. El álbum no había sido lanzado todavía, porque el arte de la portada aún no estaba completa, pero Europe se vio obligado a iniciar la gira programada. El álbum fue lanzado finalmente el 26 de mayo, el mismo día que la banda tocó en el último concierto en esa etapa, en Solnahallen en Solna. La banda hizo dos conciertos en Solnahallen, el 25 de mayo y 26 de mayo. Estos conciertos fueron filmados para un programa de televisión, que más tarde sería lanzado en VHS y DVD, titulado The Final Countdown Tour 1986. Una edición de 20 aniversario del DVD fue lanzado en 2006 titulada The Final Countdown Tour 1986: Live in Sweden – 20th Anniversary Edition. El vídeo musical promocional para The Final Countdown fue filmado en parte en la pruebas de sonido para los conciertos y en parte en los conciertos actuales.
Europe fue a un tour Japonés en septiembre de 1986, a tocar cuatro conciertos en Tokio y un concierto cada uno en Nagoya y Osaka. Durante esa gira, el guitarrista y cofundador de la banda John Norum dijo a los miembros de la banda que quería dejar la banda, debido a diferencias musicales y un desacuerdo uno con el mánager de la banda, Thomas Erdtman. Norum accedió a quedarse en la banda para la segunda etapa de la gira en Suecia, que se inició en Örebro el 26 de septiembre de 1986, así como una gira de promoción en torno a Europa, incluyendo apariciones en televisión y entrevistas. Él hizo su última aparición con la banda por un Sky Channel de radiodifusión en el club Escape de Ámsterdam, en los Países Bajos el 31 de octubre de 1986.
Norum fue reemplazado por Kee Marcello, quien acababa de salir de otro grupo de rock sueco, Easy Action. Al principio, Marcello había dudado en unirse a Europe, porque había puesto mucho trabajo en el próximo álbum de Action Easy titulado That Makes One. Después de algunas consideraciones cambió de opinión y decidió unirse a la banda.
La etapa europea de la gira comenzó en Bergen, Noruega el 24 de enero de 1987 y terminó en Génova, Italia el 3 de marzo de 1987. Un concierto realizado en Hammersmith Odeon, Londres el 23 de febrero, fue grabado y lanzado en vídeo, titulado The Final Countdown World Tour.
El 15 de abril de 1987, la banda comenzó su primera gira por EE. UU. en el Teatro Warfield en San Francisco. La gira terminó en Filadelfia el 17 de mayo de 1987, ya que la banda había tocado en 23 ciudades y había viajado 14,565 kilómetros. Un equipo de televisión de Suecia siguió a la banda en la gira, produciendo el documental Europe in America, que se mostró en la televisión y fue lanzado en vídeo.
Europe terminó el The Final Countdown Tour en el Roskilde Festival en Roskilde, Dinamarca el 4 de julio de 1987.

## Películas
The Final Countdown aparece en la película "La ciudad perdida año 2022", cuando presentan al protagonista DASH de la película inspirada en el texto de Loretta (interpretada por Sandra Bullock), una brillante escritora viuda de un arqueólogo.

## Lista de canciones
Lado Uno
| Lado Uno |                       |                   |          |  |
| N.º      | Título                | Escritor(es)      | Duración |  |
| 1.       | «The Final Countdown» | Tempest           | 5:09     |  |
| 2.       | «Rock the Night»      | Tempest           | 4:03     |  |
| 3.       | «Carrie»              | Tempest, Michaeli | 4:30     |  |
| 4.       | «Danger on the Track» | Tempest           | 3:45     |  |
| 5.       | «Ninja»               | Tempest           | 3:46     |  |

Lado Dos
| Lado Dos |                  |              |          |  |
| N.º      | Título           | Escritor(es) | Duración |  |
| 6.       | «Cherokee»       | Tempest      | 4:13     |  |
| 7.       | «Time Has Come»  | Tempest      | 4:01     |  |
| 8.       | «Heart of Stone» | Tempest      | 3:46     |  |
| 9.       | «On the Loose»   | Tempest      | 3:08     |  |
| 10.      | «Love Chaser»    | Tempest      | 3:27     |  |

### Outtakes y Bonus tracks
Otra canción escrita por Joey Tempest fue grabada durante las sesiones, «On Broken Wings», que fue utilizado como B-side en el sencillo de «The Final Countdown».
Un instrumental titulado «Where Men Won't Dare», coescrita por Tempest y John Levén, fue un outtake sin terminar, que fue incluido como un bonus en el DVD The Final Countdown Tour 1986: Live in Sweden - 20th Anniversary Edition.
En 2001, Sony lanzó una versión remasterizada del álbum, con notas más ampliadas y tres bonus tracks en vivo que son: «The Final Countdown», «Danger on the Track» y «Carrie», tomados de Final Countdown World Tour del vídeo casero que fue grabado en el Hammersmith Odeon de Londres en 1987.

## Personal
- Joey Tempest – voz principal y coros
- John Norum – guitarra eléctrica y coros
- John Levén – bajo y coros
- Mic Michaeli – sintetizadores y coros
- Ian Haugland – batería

### Producción e ingeniería
- Kevin Elson – productor, ingeniero, mezclador.
- Wally Buck – ingeniero, mezclador.
- Don Meehan – ingeniero.
- Bob Ludwig – masterización.
- Michael Johansson – fotografía.
- Les Katz – ilustración de la portada.
- Joel Zimmerman – director de arte.

## Posiciones en listas
| Año  | Lista                 | Máxima posición |
| ---- | --------------------- | --------------- |
| 1986 | Swedish Album Chart   | 1               |
| 1986 | Swiss Album Chart     | 1               |
| 1986 | French Album Chart    | 1               |
| 1986 | Canadian Album Chart  | 2               |
| 1986 | Italian Album Chart   | 2               |
| 1986 | Norwegian Album Chart | 4               |
| 1986 | Austrian Album Chart  | 5               |
| 1986 | German Album Chart    | 6               |
| 1986 | Billboard 200         | 8               |
| 1986 | UK Album Chart        | 9               |